# ペルミ国際空港
ペルミ国際空港 （ ロシア語: Международный аэропорт Пермь 、別名:ボリショエ・サヴィノ空港） (IATA: PEE, ICAO: USPP)        は、 ペルミ市（ロシア）にある国際空港である。 ペルミ地方で唯一の定期便が就航する空港であり、ペルミの主要民間空港として機能し、昼間は市内の主要バスターミナルまでバスとミニバスが運行している。

## 歴史

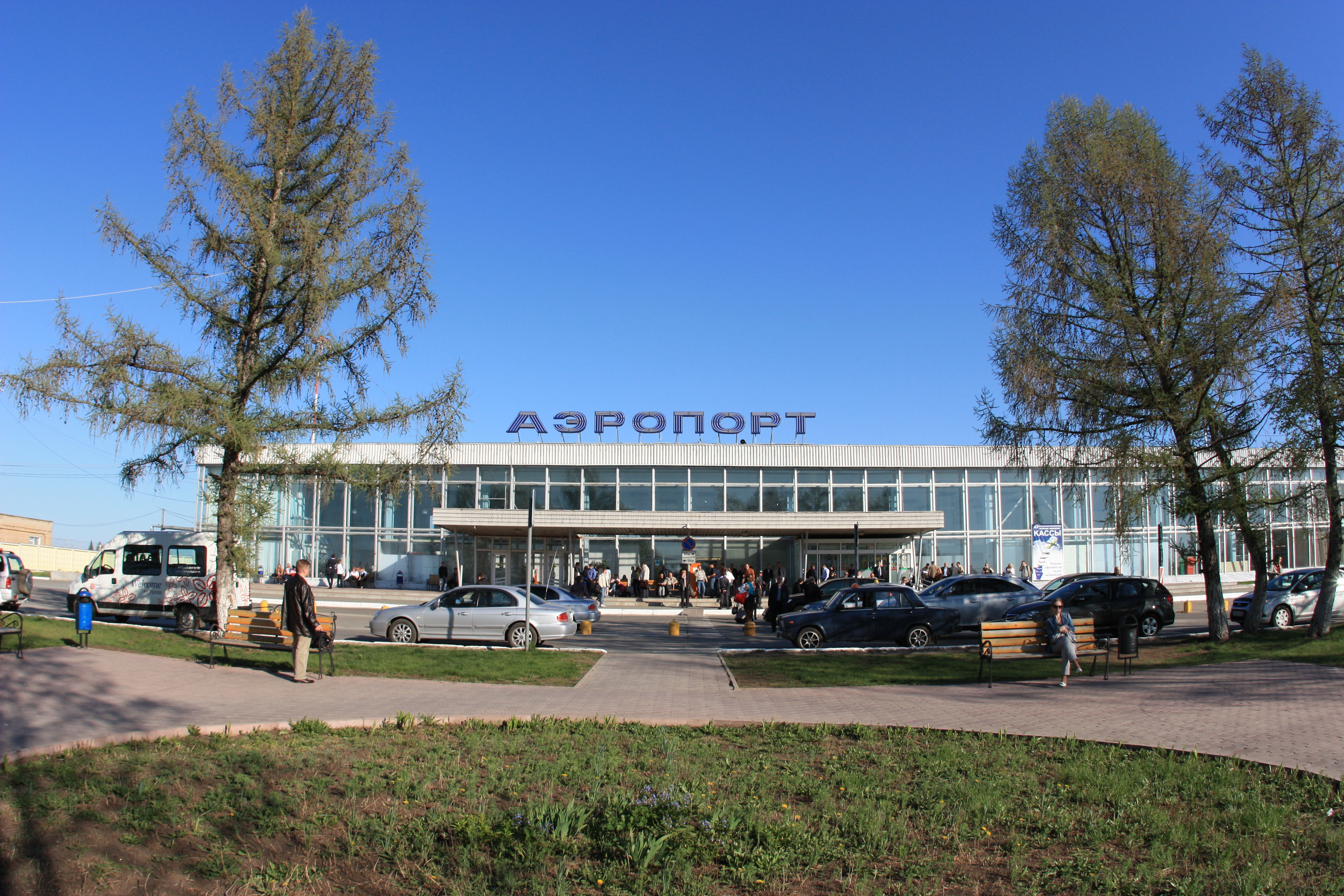
古いターミナル

1952年にゲオルギー・ジューコフの統制下にて建設された。開港当時の名称は建設された地区の名称をとった、ボリショエサビノ飛行場であり、元はロシア空軍のための飛行場であった。 
1965年より旅客取り扱いを開始。民軍合同の飛行場となる。

#### フェーズ2

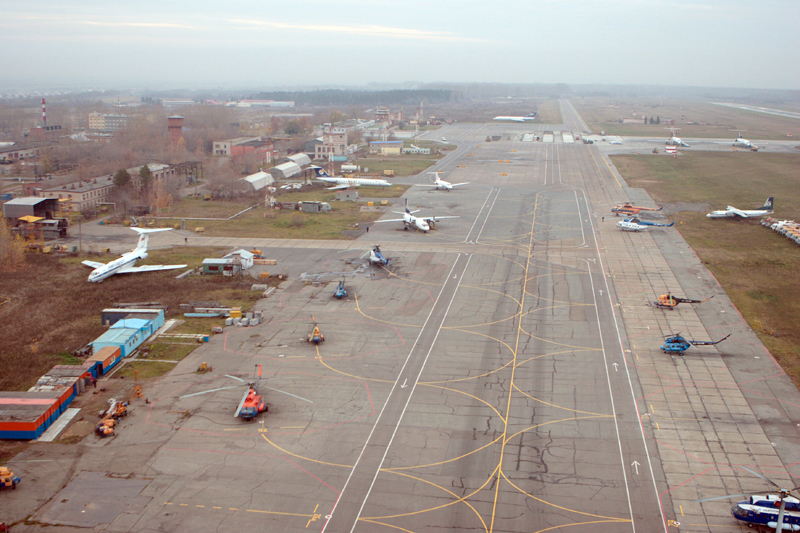
エプロンビュー

## 航空会社と目的地

### 国内線
| 航空会社                   | 就航地                                                                                         |
| -------------------------- | ---------------------------------------------------------------------------------------------- |
| アエロフロート・ロシア航空 | モスクワ/シェレメーチエヴォ                                                                    |
| ロシア航空                 | サンクトペテルブルク                                                                           |
| ポベーダ                   | モスクワ/シェレメーチエヴォ、 モスクワ/ヴヌーコヴォ、サンクトペテルブルク 、ソチ               |
| S7航空                     | モスクワ/ドモジェドヴォ、ノヴォシビルスク                                                      |
| ノルドウィンド航空         | ソチ                                                                                           |
| UTエアー                   | チュメニ、スルグト、コガリム                                                                   |
| UVTアエロ                  | カザン、バルナウル、ニジネヴァルトフスク、ニジニ・ノヴゴロド、オムスク、サマーラ、ヤロスラヴリ |
| アジムート                 | マハチカラ、ミネラーリヌィエ・ヴォードィ                                                       |
| イカル航空                 | カリーニングラード、マハチカラ、ウラジカフカス                                                 |

### 国際線
| 航空会社           | 就航地     |
| ------------------ | ---------- |
| イル・アエロ       | バクー     |
| イカール航空       | ミンスク   |
| シラク・アビア     | エレバン   |
| ウズベキスタン航空 | ナマンガン |

## 事故
- アエロフロート821便墜落事故 - アエロフロート・ノルド821便が、2008年9月14日にアプローチに墜落、乗客88人全員が死亡した[6] [7]。